# Zbigniew Preisner
Zbigniew Preisner, nascido Zbigniew Antoni Kowalski (Bielsko-Biała, 20 de maio de 1955), é um compositor polonês de trilhas sonoras, mais conhecido por suas composições para os filmes do cineasta Krzysztof Kieślowski.

## Biografia
Preisner estudou história e filosofia na Cracóvia. Nunca estudou música formalmente. Autodidata, aprendeu ouvindo e transcrevendo partes de gravações em vinil.
Embora seu nome seja sempre associado ao de Kiéslowski, Preisner tem feito trilhas para outros diretores. Depois de trabalhar com Kieślowski em Trois couleurs: Bleu, Preisner foi contratado pelo produtor Francis Ford Coppola para compor a trilha de The Secret Garden (1993), dirigido por Agnieszka Holland.  Ganhou o Cesar Award em 1996, por seu trabalho em Élisa, de Jean Becker. Obteve  outro Cesar em 1994 por Trois couleurs: Rouge,  o Urso de Prata do Festival de Berlim, por The Island on Bird Street, entre vários outros prêmios, 
Requiem for My Friend, de 1998 tinha como propósito inicial integrar a tilha sonora de um filme com roteiro de Krzysztof Piesiewicz e direção de Kieślowski. O filme seria uma celebração da vida, desde o nascimento até a morte. Preisner estava trabalhando na primeira parte, Life, quando Kieślowski faleceu subitamente, em março de 1996. Preisner compôs, então, o réquiem propriamente dito (que passou a ser a primeira parte), e transformou a peça inteira em um tributo ao amigo morto.
Preisner também compôs trilha sonora para dois filmes do cineasta brasileiro Hector Babenco (Coração Iluminado e At Play in the Fields of the Lord / Brincando nos Campos do Senhor).
O estilo de Preisner é basicamente neorromântico, assumidamente influenciado pelos compositores românticos poloneses e por Jean Sibelius.

## Van den Budenmayer
A trilha de alguns dos filmes de Kieślowski foi, em boa parte, creditada a um certo "compositor neerlandês do século XVIII", Van den Budenmayer.  A música do suposto compositor dos Países Baixos desempenha um papel muito importante em três filmes de Kieślowski.  Van den Budenmayer  é citado pela primeira vez  no 9º episódio de O decálogo, produção de 1988. Depois, tem creditada a autoria do Concerto em Mi menor, na trilha sonora de A Dupla Vida de Véronique, de 1991, no qual Van den Budenmayer é citado como um compositor "recentemente descoberto", que teria vivido na nos Países Baixos, no final do século XVIII. Três Cores: Azul (no Brasil, A liberdade é azul), de 1993, no qual aparecem Canção (inacabada) para a Unificação da Europa , que teria sido composta pelo personagem "Patrice", e a marcha fúnebre. Já em Três Cores: Vermelho (no Brasil, A fraternidade é vermelha), de 1994, o tal compositor ganha um rosto, um retrato, estampado numa gravura. De fato, Van den Budenmayer é um personagem fictício, criado por Preisner e pelo diretor. Preisner declarou que ele e Kieślowski o inventaram para a 9ª parte de O Decálogo. Preisner explica:
"Krzysztof queria usar uma canção de Mahler. Mas, naquela época, não havia disponível na Polônia boas gravações de suas obras. E, como as composições de Mahler exigem uma grande orquestra, sairia muito caro realizar uma nova gravação. Então, eu propus a Krzysztof compor alguma coisa e, se ele gostasse, nós procuraríamos um nome para este compositor ficcional, como uma personagem de um livro. Ele aprovou (…) Nós estivemos juntos na Holanda para rodar um documentário, gostamos tanto dos holandeses que resolvemos fazer uma homenagem. Inventamos, por acaso, este nome ‘Van den Budenmayer’, porque parece soar como um nome holandês. (…) Para as gravações de A Dupla Vida..., ele ganhou uma data de nascimento e morte: a minha data de nascimento, 1955 – só que duzentos anos antes – 1755. Eu imagino que devo morrer em 2003, portanto, 1803 foi a data escolhida para a morte de Van den Budenmayer. Eu lhe dei também um catálogo, com as iniciais SBI, que lembram as primeiras letras do meu nome, e uma data de composição para as obras".

## Principais trabalhos

### Orquestra e solo
- Requiem for my friend (1998)
- 10 easy pieces for piano (2000)

### Trilhas sonoras
- Anonyma - Eine Frau in Berlin, de Max Färberböck (2008)
- Un secret  (música indicada para o César de 2008), de Claude Miller (2007)
- Sportsman of the Century (2006)
- The Beautiful Country, de Hans Petter Moland (2004)
- SuperTex, de Jan Schütte (2003)
- Kolysanka (2003)
- Effroyables jardins,  de Jean Becker (2003)
- It's All About Love, de Thomas Vinterberg  (2003)
- Between Strangers, de Edoardo Ponti (2002)
- Weiser, de Wojciech Marczewski (2001)
- Aberdeen de Hans Petter Moland  (2000)
- Dreaming of Joseph Lees, de Eric Styles  (1999)
- The Last September  de Deborah Warner (1999)
- The Island on Bird Street de Søren Kragh-Jacobsen (1997)
- FairyTale: A True Story, de Charles Sturridge (1997)
- Corazón iluminado de Hector Babenco (1996)
- Élisa, de Jean Becker (1995)
- Feast of July, de Christopher Menaul (1995)
- Radetzkymarsch de Axel Corti (minissérie para TV; 1995)
- Trois couleurs: Rouge, de Kieślowski
- When a Man Loves a Woman, de Luis Mandoki  (1994)
- Trois couleurs: Blanche, de Kieślowski (1994)
- Kouarteto se 4 kiniseis de Loukia Rikaki (1994)
- Mouvements du désir de Léa Pool (1994)
- O Fio do Horizonte, de Fernando Lopes (1993)
- O Jardim Secreto, de Agnieszka Holland  (1993)
- Trois couleurs: Bleu, de Kieślowski (1993)
- Fatale, de Louis Malle  (1992)
- Olivier, Olivier, de Agnieszka Holland (1992)
- Zwolnieni z zycia (1992)
- At Play in the Fields of the Lord, de Hector Babenco (1991)
- La double vie de Véronique, de Kieślowski (1991)
- Eminent Domain (1991)
- Europa Europa, de Agnieszka Holland (1990)
- Ostatni dzwonek (1989)
- Kocham kino (1988)
- Dekalog, de Kieślowski (1988-1989)
- Krótki film o milosci, de Kieślowski (1988)
- A Short Film About Killing (1988)
- To Kill a Priest (1988)
- Ucieczka (1987)
- The Lullabye (1987)
- Przez dotyk (1986)
- Lubie nietoperze (1986)
- Bez konca, de Kieślowski (1985)
- Prognoza pogody (1981)